# 太阳帆

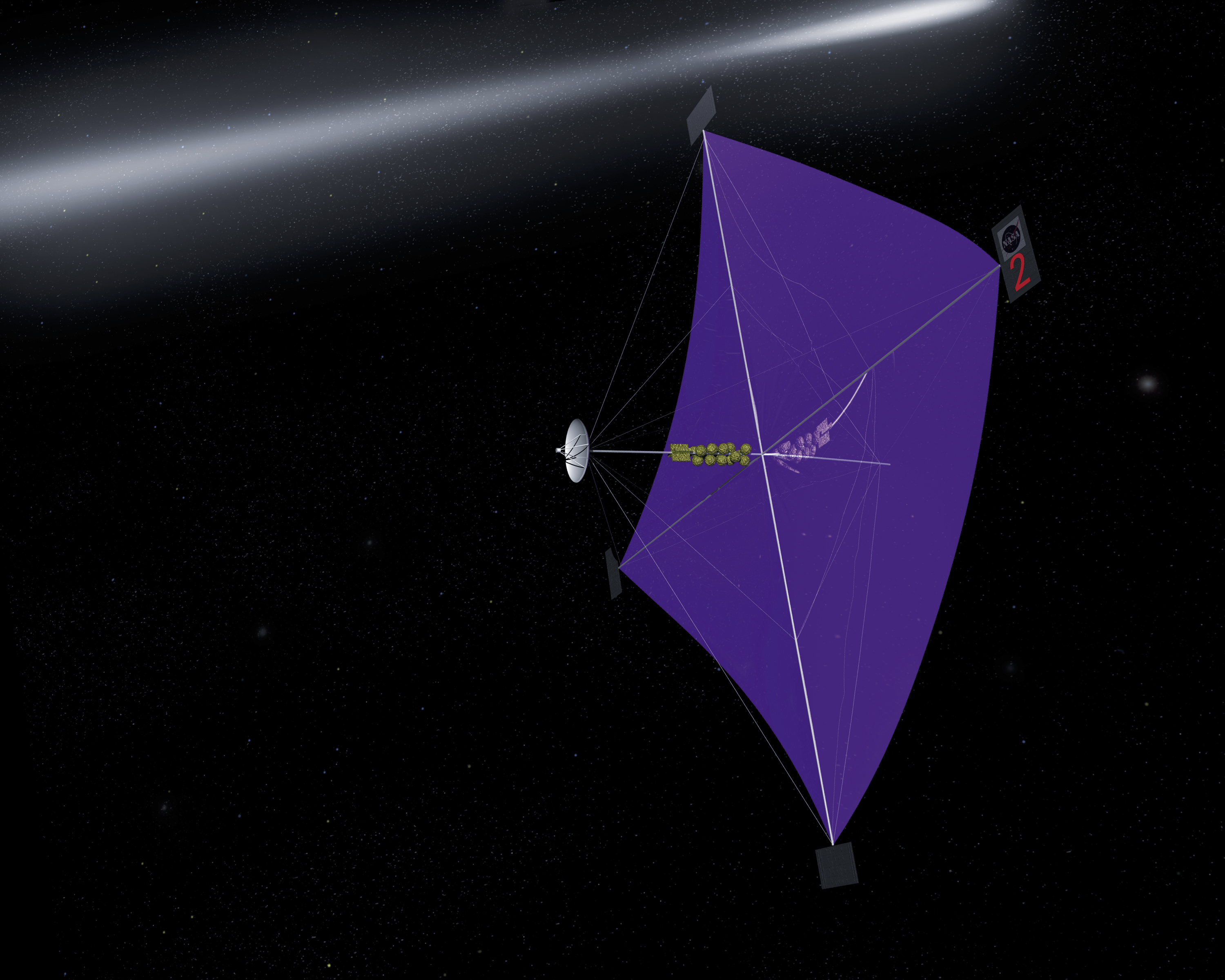
太陽帆的構想圖。

太陽帆（也稱為光帆，特別是它使用來自於太陽以外的光源時）是使用巨大的薄膜鏡片，以太陽的輻射壓做為太空船推進力的一種計畫。輻射壓非常小，但不同於火箭的是，太陽帆不需要燃料。推進力雖然很小，但是只要太陽繼續照耀著，太陽帆就能繼續運作。
太陽能集熱器、溫度控制面板和陽光下的樹蔭都可以視為特殊的太陽帆，太陽帆可以幫助在軌道上的太空船調整飛行姿態或是對軌道做少量的修正而無須耗費燃料，而用別的方法都必須消耗燃料才能操縱或控制飛行姿態。已經有一些小規模的，為特定目的建造的太陽帆被嘗試過。一些無人太空船，像先鋒10號，曾經成功的以這些技術延長了產品使用的期限。
太陽帆的科學性已經有良好的証明，但是處理大型太陽帆的技術仍未成熟，使得任務規劃者不願意貿然的投資下數以百萬計的預算去開發太陽帆的操控結構。這種輕忽的心態使一些熱心的民間機構試圖私下發展，例如宇宙1號的計畫。
太陽帆的觀念是17世紀德國的天文學家約翰内斯·开普勒最早提出的 ，在1920年代後期，弗里德里希·灿德尔經過近十年的淬練才再度提出此一觀念。

## 如何運作
太空船配置一個巨大的薄膜鏡片來反射太陽或其他來源的光，照射在鏡面上的光經由光子的反射產生輻射壓提供了微小的推力，調整反射風帆與太陽間的角度可以讓太空船受到的推力方向相對應的產生改變。在大部分的設計中，都使用輔助的空氣舵來控制方向，以小太陽帆來改變大太陽帆的姿態（參考圖解），空氣舵通常都使用電動馬達來操作。
因此，在軌道上的風帆不需要盤旋或移動以指向或離開太陽，幾乎所有的任務都可以使用風帆來改變軌道，而不是直接的推離開行星或太陽。當在環繞著行星運轉時，風帆是在軌道被緩慢的轉動著，推力的作用是讓太空船從低軌道運動至高軌道，並使他不要落入低軌道上。當軌道距離行星夠遠時，風帆會環繞著太陽繼續相似的迴旋運動。
最適合太陽帆進行的任務是在太陽附近的迴旋，那裡有充裕的光子，帆的效率最高。也因為這個原因，多數的風帆被設計得能耐高溫，能為了不同的任務去接近太陽：在近距離內觀察太陽的極區，為了觀察太陽和鄰近區域的環境，可以從一個非克卜勒圓形軌道平面，接近至只有幾個太陽半徑的近距離，而在接近太陽的時候風帆會有很高的速度。

## 太阳帆的局限
如果轨道高度低于800km，太阳帆基本就没有用武之地了，因为此时大气阻力的影响比光压要大许多。只有当轨道高度大于这个限度时，太阳帆才能在光压的推动之下产生一个非常微小的加速度，通过数月的累积达到足够的速度。太阳帆通常要做得很大，而载荷相比之下就非常小了。直到现在，太阳帆的展开依旧是一个不小的难题。

## 太阳帆的应用
- 卫星
太阳帆可以悬停在地球的极地上空。配备了太阳帆的航天器也可以定位到离太阳很近的轨道上，并能相对于太阳或地球保持静止。这种形式的卫星被命名为Forward卫星。
- 軌道環繞
 2019年7月23日，美國「行星協會」日前（2019年6月25日）所發射的「光帆二號（LightSail 2）」，目前正乘載著一枚人造衛星環繞地球，期許此任務所得數據，能運用在爾後星際飛行任務之中[1][2]。
- 轨道修正
飞往水星的信使号探测器便利用了其太阳能电池板上所产生的光压来进行轨道修正。通过改变太阳能电池板和太阳之间的相对角度，可以调整辐射压的大小，这比推进器要精确得多。在引力加速机制下，很小的误差也会被放大很多倍，所以，精确的轨道修正可以为以后节省大量的燃料。
日本發射的隼鳥號在回程時則使用太陽能電池板上產生的太陽光壓當做姿勢穩定控制，用以替代無法使用的X軸和Y軸控制裝置，並與離子引擎加以輔助尚能使用的Z軸姿勢控制裝置。
- 星际飞行
以太陽帆直接進行星際航行一直是太陽帆研發的最終目的。
目前唯一確認以太陽帆進行星際航行的，只有日本於2010年發射的實證測試宇宙探測器IKAROS。

## 光帆（LightSail）

### 光帆一号
行星學會的第一艘太阳帆飞行器光帆一号（LightSail 1）于 2015 年发射，目的主要是验证技术。

### 光帆二号
光帆二号（LightSail 2）是在2019年6月25日搭乘SpaceX的Falcon Heavy猎鹰重型火箭升空随后部署到轨道上。光帆二号没有引擎，它是靠轰击巨大风帆的光子的物理力量推动的，就像17世纪大航海时代靠风航行的帆船。它的太阳帆展开之后面积约32平方米。光帆二号在光帆一号基础上进行了改进，旨在演示太阳帆的能力和可用性。行星學會于2019年7月24日宣布光帆二号成功展开了太阳帆。同年7月31日，利用太陽能（光子）提升運行動力，促使衛星成功「變軌」。

### 引用
1. ↑  美太空船帆板張開 為執行太陽系外任務舖路 （页面存档备份，存于）華盛頓/中央社 2019-07-25
2. ↑  光帆二號（LightSail 2）任務實時紀錄 （页面存档备份，存于）行星學會 2019-07-24
3. ↑  . 科技行者.   [2019-07-25]. （原始内容存档于2019-07-25）.
4. ↑  美國光帆二號太空船 成功利用太陽光子變 （页面存档备份，存于）中央社 2019/08/01

## 外部連結
- 前往太空的遙遠之路：太陽帆（页面存档备份，存于）來自NASA（英文）
- 太陽帆（页面存档备份，存于）Comprehensive collection of solar sail information and references, maintained by Benjamin Diedrich（英文）
- U3P（页面存档备份，存于） Multilingual site with news and flight simulators!（英文）
- 來自太陽的風（页面存档备份，存于）in graphic novel form（英文）
- ISAS Deployed Solar Sail Film in Space（页面存档备份，存于）（英文）
- How Solar Sail Technology Works（页面存档备份，存于） from HowStuffWorks（英文）
- Suggestion of a solar sail with roller reefing, hybrid propulsion and a central docking and payload station.（页面存档备份，存于）（英文）
- Interview with NASA's JPL about solar sail technology and missions（页面存档备份，存于）（英文）